# Vrhovec Bednjanski
Vrhovec Bednjanski falu Horvátországban Varasd megyében. Közigazgatásilag Bednjához tartozik.

## Fekvése
Varasdtól 28 km-re délnyugatra, községközpontjától 2 km-re délkeletre a Bednja bal partján fekszik.

## Története
A trakostyáni uradalom részeként 1456-ig a család kihalásáig, a Cilleiek birtoka. Ezután Vitovec János horvát báné, majd Corvin Jánosé lett, aki Gyulay Jánosnak adta. A Gyulayak három nemzedéken át birtokolták, de 1566-ban kihaltak és a birtok a császárra szállt. I. Miksa császár szolgálataiért Draskovich György horvát bánnak adta és a 20. századig család birtoka volt.
1857-ben 128, 1910-ben 192 lakosa volt. 1920-ig Varasd vármegye Ivaneci járásához tartozott. 2001-ben 14 háztartása és 33 lakosa volt.

## Külső hivatkozások
- Bednja község hivatalos oldala